# Allopatryczność
Allopatryczność – zjawisko polegające na występowaniu populacji lub spokrewnionych gatunków na wzajemnie wykluczających się obszarach geograficznych, np. różnych kontynentach. Między populacjami allopatrycznymi występuje bardzo słaba wymiana genów (o ile w ogóle zachodzi), co prowadzi często do specjacji.
Gatunki allopatryczne lub alopatryczne to pary lub zespoły identycznych morfologicznie gatunków izolowanych geograficznie, o zasięgach nie stykających się ze sobą. Zasięg występowania gatunków może się jednak zmieniać i z czasem gatunki allopatryczne mogą się przekształcić w gatunki sympatryczne lub gatunki parapatryczne, czyli w gatunki o zasięgach zachodzących na siebie lub stykających się.